# Zschokkella kudoi
Zschokkella kudoi is een microscopische parasiet uit de familie Myxidiidae. Zschokkella kudoi werd in 1977 beschreven door Moser & Noble. 